# Dunaalmás
Dunaalmás è un comune dell'Ungheria di 1.698 abitanti (dati 2001). È situato nella contea di Komárom-Esztergom, nell'Ungheria settentrionale.